# ویل فورته
ویل فورته (انگلیسی: Will Forte؛ زادهٔ ۱۷ ژوئن ۱۹۷۰) یک هنرپیشه اهل ایالات متحده آمریکا است. وی از سال ۱۹۹۷ میلادی تاکنون مشغول فعالیت بوده‌است.
از فیلم‌ها یا برنامه‌های تلویزیونی که وی در آن نقش داشته‌است می‌توان به چه برنده، چه بازنده، ابری با احتمال بارش کوفته قلقلی ۲، ابری با احتمال بارش کوفته قلقلی، نبراسکا، اونجوری بامزه است، ویلابی ها، زندگی تبهکاری، مامان بچه، رفتار بی‌‌فایده و احمقانه، دان وردین، آخرین مرد روی زمین (مجموعه تلویزیونی) اشاره کرد.